# Liste der Fornminnen in Asarum

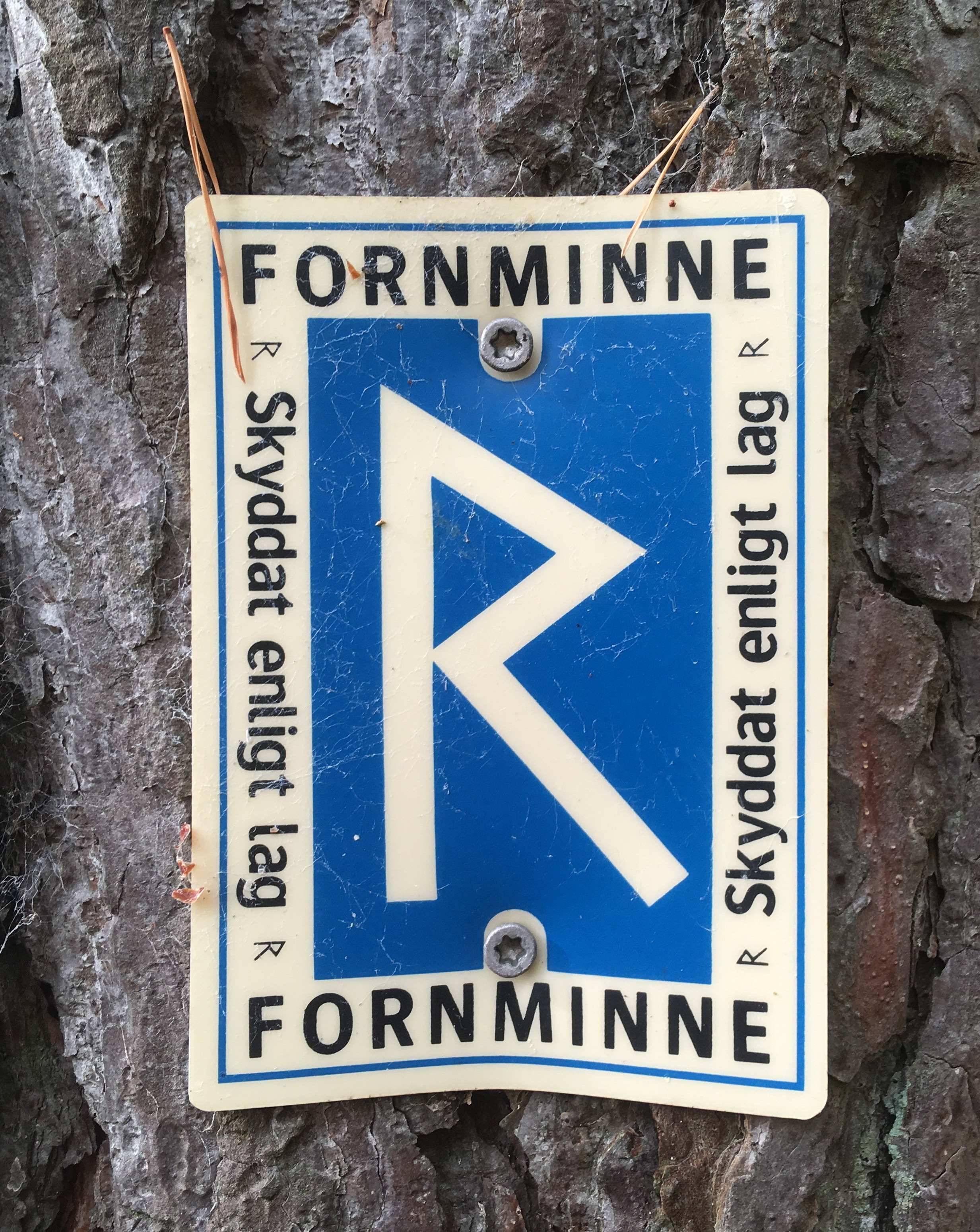
Zeichen für „Fornminnen“ in Schweden

Diese Liste der Fornminnen in Asarum zeigt die „alten/antiken Denkmale“ (schwedisch fornminnen) im ehemaligen Socken Asarum in der heutigen Gemeinde Karlshamn der südschwedischen Provinz Blekinge län, sie ist eine Teilliste der „Liste der Fornminnen in Blekinge“. Die Aufteilung basiert auf der historischen Zuordnung der Gebiete in Socken (siehe auch) und der Einteilung des Zentralamt für Denkmalpflege Riksantikvarieämbetet (RAÄ). Es werden die Fornminnen aufgeführt, die auf dem Suchdienst „Fornsök“ registriert sind, welcher weitere Informationen zu den bekannten kulturhistorischen Überresten in Schweden enthält.

## Begriffserklärung
Fornminnen (schwedisch für alte/antike Denkmale oder archäologische Funde) sind in Schweden alte Objekte und archäologische Funde (Fornlämningar), welche die Überreste menschlicher Aktivitäten in der Vergangenheit bezeichnen, die durch frühere Nutzung entstanden sind und dauerhaft aufgegeben wurden. Dabei gilt für Fornminnen, die vor 1850 entstanden sind, dass sie automatisch durch das Gesetz geschützt sind. Aber auch jüngere Überreste können zu Bodendenkmalen erklärt werden, wenn sie sich an ihrem ursprünglichen Standort befinden und weitgehend erdgebunden sind. Als Fornminnen zählen u. a. Siedlungen und Siedlungsreste aus prähistorischer Zeit, Gräber und Grabstätten, Burgruinen, Ruinen von Klöstern, Kirchen und Schlössern, Steine und Felsen mit Inschriften und Bildern (z. B. Runensteine und Petroglyphen), insofern sie nicht schon als Einzeldenkmal unter Byggnadsminnen (schwedisch für Baudenkmale) oder kyrkliga Kulturminnen (schwedisch für kirchliches Kulturgut) ausgewiesen sind.

## Legende
| ID           | = | ID.Nr. des Denkmalregisters (Fornsök) im schwedische Amt für nationales Kulturerbe (Riksantikvarieämbetet (RAÄ)) |
| Lage         | = | Koordinatenangabe des Standorts                                                                                  |
| Bezeichnung  | = | Bezeichnung des Denkmalobjekts (auch RAÄ-Nr.)                                                                    |
| Beschreibung | = | Name (Denkmaltyp/Dokumentenverweis im Arkivsök) sowie eine kurze Beschreibung des Objekts                        |
| Bild         | = | Bild des Objekts sowie Verweis auf weitere Bilder                                                                |

## Fornminnen Asarum
| ID             | Lage    | Bezeichnung (RAÄ-Nr.)      | Beschreibung | Bild           |
| -------------- | ------- | -------------------------- | --- | -------------- |
| 10098400200002 | (Karte) | Asarum 20:2, Steinsetzung  | Asarum 20:2 (Steinsetzung / L1979:4065) bitte Beschreibung ergänzen | Weitere Bilder |
| 10098400200003 | (Karte) | Asarum 20:3, Steinsetzung  | Asarum 20:3 (Steinsetzung / L1979:4095) bitte Beschreibung ergänzen | Weitere Bilder |
| 10098400230001 | (Karte) | Asarum 23:1, Steinsetzung  | Asarum 23:1 (Steinsetzung / L1979:4070) bitte Beschreibung ergänzen | Weitere Bilder |
| 10098400230002 | (Karte) | Asarum 23:2, Steinsetzung  | Asarum 23:2 (Steinsetzung / L1979:4069) bitte Beschreibung ergänzen | Weitere Bilder |
| 10098400260001 | (Karte) | Asarum 26:1, Hügelgrab     | Asarum 26:1 (Hügelgrab / L1979:4067) bitte Beschreibung ergänzen | Weitere Bilder |
| 10098400330001 | (Karte) | Asarum 33:1, Steinsetzung  | Asarum 33:1 (Steinsetzung / L1979:4044) bitte Beschreibung ergänzen | Weitere Bilder |
| 10098400330002 | (Karte) | Asarum 33:2, Steinsetzung  | Asarum 33:2 (Steinsetzung / L1979:4076) bitte Beschreibung ergänzen | Weitere Bilder |
| 10098400340001 | (Karte) | Asarum 34:1, Röse          | Asarum 34:1 (Steinhügelgrab / L1979:4088) rundes (ca. 24 m Durchmesser; bis zu 2 m Höhe) bronzezeitliches Steinhügelgrab mit einer etwa 3 m hohen Säulenkonstruktion im Südteil; befindet sich auf der Kuppe eines Hügels etwa 2 km südlich Asarum und 500 m östlich von Strömma (Stadtteil von Karlshamn), bereits 1792 erwähnt und als „Drakarör“ bezeichnet; etwa 150 m nordöstlich davon befindet sich die Steinsetzung Asarum 91:1 (L1979:4853) | Weitere Bilder |
| 10098400350001 | (Karte) | Asarum 35:1, Steinsetzung  | Asarum 35:1 (Steinsetzung / L1979:4058) bitte Beschreibung ergänzen | Weitere Bilder |
| 10098400350002 | (Karte) | Asarum 35:2, Steinsetzung  | Asarum 35:2 (Steinsetzung / L1979:4057) bitte Beschreibung ergänzen | Weitere Bilder |
| 10098400460001 | (Karte) | Asarum 46:1, Friedhof      | Asarum 46:1 (Friedhof / L1979:4062) bitte Beschreibung ergänzen | Weitere Bilder |
| 10098400470001 | (Karte) | Asarum 47:1, Gräberfeld    | Asarum 47:1 (Gräberfeld / L1979:4090) bitte Beschreibung ergänzen | Weitere Bilder |
| 10098400500001 | (Karte) | Asarum 50:1, Steinsetzung  | Asarum 50:1 (Steinsetzung / L1979:4716) bitte Beschreibung ergänzen | Weitere Bilder |
| 10098400520001 | (Karte) | Asarum 52:1, Gräberfeld    | Asarum 52:1 (Gräberfeld / L1979:4208) bitte Beschreibung ergänzen | Weitere Bilder |
| 10098400530001 | (Karte) | Asarum 53:1, Steinsetzung  | Asarum 53:1 (Steinsetzung / L1979:4733) bitte Beschreibung ergänzen | Weitere Bilder |
| 10098400530002 | (Karte) | Asarum 53:2, Steinsetzung  | Asarum 53:2 (Steinsetzung / L1979:4731) bitte Beschreibung ergänzen | Weitere Bilder |
| 10098400530003 | (Karte) | Asarum 53:3, Steinsetzung  | Asarum 53:3 (Steinsetzung / L1979:4253) bitte Beschreibung ergänzen | Weitere Bilder |
| 10098400530004 | (Karte) | Asarum 53:4, Steinsetzung  | Asarum 53:4 (Steinsetzung / L1979:4732) bitte Beschreibung ergänzen | Weitere Bilder |
| 10098400540001 | (Karte) | Asarum 54:1, Steinsetzung  | Asarum 54:1 (Steinsetzung / L1979:4254) bitte Beschreibung ergänzen | Weitere Bilder |
| 10098400560001 | (Karte) | Asarum 56:1, Steinsetzung  | Asarum 56:1 (Steinsetzung / L1979:4787) bitte Beschreibung ergänzen | Weitere Bilder |
| 10098400580001 | (Karte) | Asarum 58:1, Steinsetzung  | Asarum 58:1 (Steinsetzung / L1979:4268) bitte Beschreibung ergänzen | Weitere Bilder |
| 10098400590001 | (Karte) | Asarum 59:1, Steinsetzung  | Asarum 59:1 (Steinsetzung / L1979:4269) bitte Beschreibung ergänzen | Weitere Bilder |
| 10098400630001 | (Karte) | Asarum 63:1, Wallburg      | Asarum 63:1 (Wallburg / L1979:4045) Reste einer ehemaligen Wallburg (als „Korpaberget“ oder „Korpaborgen“ bezeichnet) auf einem felsigen Plateau (ca. 180 x 70 m) südlich Asarum am Rande eines Waldgebiet „Stenbackaskogen“. Das Gelände fällt nach Süden steil ab und es sind zwei etwa 30 m lange historische Mauern im Norden und Nordosten sowie 2 etwa 5 m langen Mauerabschnitten im Süden erhalten geblieben. Die ehemalige Wallburg wurde erst gegen 1971 entdeckt, konnte aber auf Grund fehlender Bauten nicht auf ihre Entstehungszeit datiert werden | Weitere Bilder |
| 10098400640001 | (Karte) | Asarum 64:1, Steinsetzung  | Asarum 64:1 (Steinsetzung / L1979:4071) bitte Beschreibung ergänzen | Weitere Bilder |
| 10098400650001 | (Karte) | Asarum 65:1, Steinsetzung  | Asarum 65:1 (Steinsetzung / L1979:4072) bitte Beschreibung ergänzen | Weitere Bilder |
| 10098400660001 | (Karte) | Asarum 66:1, Steinsetzung  | Asarum 66:1 (Steinsetzung / L1979:4073) bitte Beschreibung ergänzen | Weitere Bilder |
| 10098400690001 | (Karte) | Asarum 69:1, Steinsetzung  | Asarum 69:1 (Steinsetzung / L1979:4077) bitte Beschreibung ergänzen | Weitere Bilder |
| 10098400700001 | (Karte) | Asarum 70:1, Steinsetzung  | Asarum 70:1 (Steinsetzung / L1979:4665) bitte Beschreibung ergänzen | Weitere Bilder |
| 10098400720001 | (Karte) | Asarum 72:1, Steinsetzung  | Asarum 72:1 (Steinsetzung / L1979:4666) bitte Beschreibung ergänzen | Weitere Bilder |
| 10098400730001 | (Karte) | Asarum 73:1, Steinsetzung  | Asarum 73:1 (Steinsetzung / L1979:4185) bitte Beschreibung ergänzen | Weitere Bilder |
| 10098400750001 | (Karte) | Asarum 75:1, Steinsetzung  | Asarum 75:1 (Steinsetzung / L1979:4985) bitte Beschreibung ergänzen | Weitere Bilder |
| 10098400760001 | (Karte) | Asarum 76:1, Steinsetzung  | Asarum 76:1 (Steinsetzung / L1979:4986) bitte Beschreibung ergänzen | Weitere Bilder |
| 10098400790001 | (Karte) | Asarum 79:1, Steinsetzung  | Asarum 79:1 (Steinsetzung / L1979:4998) bitte Beschreibung ergänzen | Weitere Bilder |
| 10098400800002 | (Karte) | Asarum 80:2, Petroglyphe   | Asarum 80:2 (Petroglyphe / L1979:5051) bitte Beschreibung ergänzen | Weitere Bilder |
| 10098400800003 | (Karte) | Asarum 80:3, Petroglyphe   | Asarum 80:3 (Petroglyphe / L1979:4492) bitte Beschreibung ergänzen | Weitere Bilder |
| 10098400840001 | (Karte) | Asarum 84:1, Steinsetzung  | Asarum 84:1 (Steinsetzung / L1979:5067) bitte Beschreibung ergänzen | Weitere Bilder |
| 10098400850001 | (Karte) | Asarum 85:1, Steinsetzung  | Asarum 85:1 (Steinsetzung / L1979:5068) bitte Beschreibung ergänzen | Weitere Bilder |
| 10098400870001 | (Karte) | Asarum 87:1, Steinsetzung  | Asarum 87:1 (Steinsetzung / L1979:5121) bitte Beschreibung ergänzen | Weitere Bilder |
| 10098400880001 | (Karte) | Asarum 88:1, Steinsetzung  | Asarum 88:1 (Steinsetzung / L1979:4312) bitte Beschreibung ergänzen | Weitere Bilder |
| 10098400890001 | (Karte) | Asarum 89:1, Steinsetzung  | Asarum 89:1 (Steinsetzung / L1979:4851) bitte Beschreibung ergänzen | Weitere Bilder |
| 10098400900001 | (Karte) | Asarum 90:1, Steinsetzung  | Asarum 90:1 (Steinsetzung / L1979:4852) bitte Beschreibung ergänzen | Weitere Bilder |
| 10098400910001 | (Karte) | Asarum 91:1, Steinsetzung  | Asarum 91:1 (Steinsetzung / L1979:4853) runde (etwa 4 m Durchmesser) Steinsetzung tw. überwachsen, auf einer Hügelkuppe etwa 300 m östlich von Strömma (Stadtteil von Karlshamn), etwa 150 m südöstlich auf einem weiteren Hügel befindet sich das Steinhügelgrab Asarum 91:1 „Drakarör“ (L1979:4088) | Weitere Bilder |
| 10098401020001 | (Karte) | Asarum 102:1, Friedhof     | Asarum 102:1 (Friedhof / L1979:4383) bitte Beschreibung ergänzen | Weitere Bilder |
| 10098401070001 | (Karte) | Asarum 107:1, Grabstein    | Asarum 107:1 (Grabstein / L1979:4438) bitte Beschreibung ergänzen | Weitere Bilder |
| 10098401100001 | (Karte) | Asarum 110:1, Steinsetzung | Asarum 110:1 (Steinsetzung / L1979:4139) bitte Beschreibung ergänzen | Weitere Bilder |
| 10098401110001 | (Karte) | Asarum 111:1, Steinsetzung | Asarum 111:1 (Steinsetzung / L1979:4140) bitte Beschreibung ergänzen | Weitere Bilder |
| 10098401150001 | (Karte) | Asarum 115:1, Steinsetzung | Asarum 115:1 (Steinsetzung / L1979:4188) bitte Beschreibung ergänzen | Weitere Bilder |
| 10098401180001 | (Karte) | Asarum 118:1, Steinsetzung | Asarum 118:1 (Steinsetzung / L1979:4212) bitte Beschreibung ergänzen | Weitere Bilder |
| 10098401190001 | (Karte) | Asarum 119:1, Steinsetzung | Asarum 119:1 (Steinsetzung / L1979:4213) bitte Beschreibung ergänzen | Weitere Bilder |
| 10098401230001 | (Karte) | Asarum 123:1, Schanze      | Asarum 123:1 (Festung/Schanze / L1979:4255) bitte Beschreibung ergänzen | Weitere Bilder |
| 10098401240001 | (Karte) | Asarum 124:1, Steinsetzung | Asarum 124:1 (Steinsetzung / L1979:4256) bitte Beschreibung ergänzen | Weitere Bilder |
| 10098401250001 | (Karte) | Asarum 125:1, Steinsetzung | Asarum 125:1 (Steinsetzung / L1979:4803) bitte Beschreibung ergänzen | Weitere Bilder |
| 10098401300001 | (Karte) | Asarum 130:1, Steinsetzung | Asarum 130:1 (Steinsetzung / L1979:5140) bitte Beschreibung ergänzen | Weitere Bilder |
| 10098401310001 | (Karte) | Asarum 131:1, Steinsetzung | Asarum 131:1 (Steinsetzung / L1979:5141) bitte Beschreibung ergänzen | Weitere Bilder |
| 10098401320001 | (Karte) | Asarum 132:1, Steinsetzung | Asarum 132:1 (Steinsetzung / L1979:4577) bitte Beschreibung ergänzen | Weitere Bilder |
| 10098401340001 | (Karte) | Asarum 134:1, Steinsetzung | Asarum 134:1 (Steinsetzung / L1979:4579) bitte Beschreibung ergänzen | Weitere Bilder |
| 10098401360001 | (Karte) | Asarum 136:1, Steinsetzung | Asarum 136:1 (Steinsetzung / L1979:4125) bitte Beschreibung ergänzen | Weitere Bilder |
| 10098401360002 | (Karte) | Asarum 136:2, Steinsetzung | Asarum 136:2 (Steinsetzung / L1979:4650) bitte Beschreibung ergänzen | Weitere Bilder |
| 10098401390001 | (Karte) | Asarum 139:1, Steinsetzung | Asarum 139:1 (Steinsetzung / L1979:4667) bitte Beschreibung ergänzen | Weitere Bilder |
| 10098401400001 | (Karte) | Asarum 140:1, Steinsetzung | Asarum 140:1 (Steinsetzung / L1979:4933) bitte Beschreibung ergänzen | Weitere Bilder |
| 10098401480001 | (Karte) | Asarum 148:1, Steinsetzung | Asarum 148:1 (Steinsetzung / L1979:5001) bitte Beschreibung ergänzen | Weitere Bilder |
| 10098401490001 | (Karte) | Asarum 149:1, Steinsetzung | Asarum 149:1 (Steinsetzung / L1979:4452) bitte Beschreibung ergänzen | Weitere Bilder |
| 12000000118587 | (Karte) | Asarum 336, Steinsetzung   | Asarum 336 (Steinsetzung / L1978:7193) bitte Beschreibung ergänzen | Weitere Bilder |
| 12000000118588 | (Karte) | Asarum 337, Steinsetzung   | Asarum 337 (Steinsetzung / L1978:7194) bitte Beschreibung ergänzen | Weitere Bilder |
| 12000000118589 | (Karte) | Asarum 338, Steinsetzung   | Asarum 338 (Steinsetzung / L1978:7195) bitte Beschreibung ergänzen | Weitere Bilder |
| 12000000118590 | (Karte) | Asarum 339, Steinsetzung   | Asarum 339 (Steinsetzung / L1978:7218) bitte Beschreibung ergänzen | Weitere Bilder |
| 12000000118593 | (Karte) | Asarum 342, Steinsetzung   | Asarum 342 (Steinsetzung / L1978:7114) bitte Beschreibung ergänzen | Weitere Bilder |
| 12000000118598 | (Karte) | Asarum 347, Steinsetzung   | Asarum 347 (Steinsetzung / L1978:7189) bitte Beschreibung ergänzen | Weitere Bilder |
| 12000000118599 | (Karte) | Asarum 348, Steinsetzung   | Asarum 348 (Steinsetzung / L1978:7190) bitte Beschreibung ergänzen | Weitere Bilder |
| 12000000118600 | (Karte) | Asarum 349, Röse           | Asarum 349 (Steinhügelgrab / L1978:7216) bitte Beschreibung ergänzen | Weitere Bilder |
| 12000000118602 | (Karte) | Asarum 351, Steinsetzung   | Asarum 351 (Steinsetzung / L1978:7249) bitte Beschreibung ergänzen | Weitere Bilder |
| 12000000118603 | (Karte) | Asarum 352, Steinsetzung   | Asarum 352 (Steinsetzung / L1978:7250) bitte Beschreibung ergänzen | Weitere Bilder |
| 12000000120989 | (Karte) | Asarum 354, Steinsetzung   | Asarum 354 (Steinsetzung / L1978:7254) bitte Beschreibung ergänzen | Weitere Bilder |
| 12000000120994 | (Karte) | Asarum 359, Steinsetzung   | Asarum 359 (Steinsetzung / L1978:7205) bitte Beschreibung ergänzen | Weitere Bilder |
| 12000000120996 | (Karte) | Asarum 361, Steinsetzung   | Asarum 361 (Steinsetzung / L1978:7234) bitte Beschreibung ergänzen | Weitere Bilder |
| 12000000120997 | (Karte) | Asarum 362, Steinsetzung   | Asarum 362 (Steinsetzung / L1978:7235) bitte Beschreibung ergänzen | Weitere Bilder |
| 12000000120999 | (Karte) | Asarum 364, Steinsetzung   | Asarum 364 (Steinsetzung / L1978:6935) bitte Beschreibung ergänzen | Weitere Bilder |
| 12000000122102 | (Karte) | Asarum 400, Steinsetzung   | Asarum 400 (Steinsetzung / L1978:7296) bitte Beschreibung ergänzen | Weitere Bilder |
| 12000000122118 | (Karte) | Asarum 403, Steinsetzung   | Asarum 403 (Steinsetzung / L1978:7421) bitte Beschreibung ergänzen | Weitere Bilder |
| 12000000122119 | (Karte) | Asarum 404, Steinsetzung   | Asarum 404 (Steinsetzung / L1978:7422) bitte Beschreibung ergänzen | Weitere Bilder |
| 12000000122120 | (Karte) | Asarum 405, Steinsetzung   | Asarum 405 (Steinsetzung / L1978:7423) bitte Beschreibung ergänzen | Weitere Bilder |
| 12000000122122 | (Karte) | Asarum 407, Steinsetzung   | Asarum 407 (Steinsetzung / L1978:7387) bitte Beschreibung ergänzen | Weitere Bilder |
| 12000000124099 | (Karte) | Asarum 408, Steinsetzung   | Asarum 408 (Steinsetzung / L1978:7338) bitte Beschreibung ergänzen | Weitere Bilder |
| 12000000124102 | (Karte) | Asarum 411, Steinsetzung   | Asarum 411 (Steinsetzung / L1978:7427) bitte Beschreibung ergänzen | Weitere Bilder |
| 12000000124103 | (Karte) | Asarum 412, Grabstein      | Asarum 412 (Grabstein / L1978:7361) bitte Beschreibung ergänzen | Weitere Bilder |
| 12000000126285 | (Karte) | Asarum 454, Steinsetzung   | Asarum 454 (Steinsetzung / L1978:7420) bitte Beschreibung ergänzen | Weitere Bilder |
| 12000000126286 | (Karte) | Asarum 455, Steinsetzung   | Asarum 455 (Steinsetzung / L1978:7434) bitte Beschreibung ergänzen | Weitere Bilder |
| 12000000129075 | (Karte) | Asarum 490, Friedhof       | Asarum 490 (Friedhof / L1978:5159) bitte Beschreibung ergänzen | Weitere Bilder |
| 12000000129511 | (Karte) | Asarum 491, Petroglyphe    | Asarum 491 (Petroglyphe / L1978:4846) bitte Beschreibung ergänzen | Weitere Bilder |
| 12000000129513 | (Karte) | Asarum 492, Petroglyphe    | Asarum 492 (Petroglyphe / L1978:4928) bitte Beschreibung ergänzen | Weitere Bilder |
| 12000000130728 | (Karte) | Asarum 531, Steinsetzung   | Asarum 531 (Steinsetzung / L1978:4861) bitte Beschreibung ergänzen | Weitere Bilder |